# شورای دولتی چین
شورای دولتی چین با نام رسمی شورای دولتی جمهوری خلق چین یا هیئت دولت جمهوری خلق چین (به چینی: 中华人民共和国国务院) بالاترین نهاد اجرایی در کشور جمهوری خلق چین بوده که بر اساس قانون اساسی جمهوری خلق چین و "قانون تشکیل دولت مرکزی جمهوری خلق چین" اقدام به تصمیم گری و وضع مقررات برای امور روزانه و عادی دولتی می‌نماید.
اعضای هیئت دولت از نخست‌وزیر، معاون نخست‌وزیر، اعضای کمیته دولت، وزیران دولت، رؤسای کمیته‌های تخصصی، رئیس بازرسی و دبیرکل تشکیل گردیده و ریاست این نهاد بر عهده نخست‌وزیر می‌باشد که مسئولیت کامل در قبال وضع مقررات، تشکیل جلسات و ابلاغ مصوبات را داشته و تصمیم‌گیری نهایی این نهاد است.

## تاریخچه
هیئت دولت جمهوری خلق چین در سپتامبر سال ۱۹۵۴ در اولین جلسه نخستین نشست مجلس نمایندگان کل کشور همزمان با تصویب قانون اساسی جمهوری خلق چین تأسیس و جایگزین «دولت مرکزی جمهوری خلق چین» شد که از بدو انقلاب کمونیستی چین در سال ۱۹۴۹ تشکیل گردیده بود.

## تشکیلات
بر اساس مصوبه ۲۲ مارس ۲۰۱۸، کابینه دولت شامل واحدهای زیر می‌باشد:
- دفتر امور اداری کابینه
- تعداد ۲۶ وزارتخانه
- تعداد ۱۰ مؤسسه وابسته مستقیم
- تعداد دو مؤسسه اداری
- تعداد ۹ واحد کاری وابسته مستقیم
- تعداد ۱۶ سازمان ملی